# Charles Grignion
Pour les articles homonymes, voir Grignion.
Charles Grignion (Londres, 1717 — id., 1810) est un dessinateur et graveur britannique.

## Biographie
Il est parfois appelé Charles Grignion l'aîné pour le distinguer de son neveu, Charles Grignion (1754-1804), peintre d'histoire et portraitiste réputé. Les deux artistes sont encore actuellement largement confondus dans de nombreuses bases de données.
Les Grignion [ou Grignon] viennent de France, d'une famille de huguenots installée à Londres depuis la fin du XVIIe siècle, et spécialisée dans l'horlogerie et la joaillerie. 
Effectuant à seize ans le voyage à Paris, Charles est apprenti auprès de Jacques-Philippe Le Bas, puis à son retour, de Hubert-François Gravelot dans son école de Covent Garden, ainsi qu'auprès d'un des fils Scotin,. En 1745-1746, il devient l'assistant de William Hogarth, travaillant dans son atelier, entre autres sur les plaques du Garrick as Richard III et Headpiece for the London Infirmary. Il est aussi l'auteur de la plus ancienne gravure représentant un match de cricket, publiée dans le General Advertiser en 1748.
Charles Grignion est l'auteur d'une volumineuse production d'illustrations destinés à des ouvrages essentiellement publiés en Angleterre, et notamment de médecine.
En 1749, paraît à Londres l'édition anglaise illustrée du traité d'anatomie d'Albinus, Tabulae sceleti et musculorum corporis humani, qui comprend une équipe de graveurs d'origine française, outre Grignion, on trouve Louis-Philippe Boitard et Gérard Scotin (1703-?). 
En 1751, il commence à travailler sur l'atlas d'obstétrique de William Smellie (1697-1763) aux côtés du dessinateur Jan van Rymsdyk (en). Plus tard, on le retrouve, sous la direction artistique de Robert Strange, dans le Anatomia Humani Gravidi Uteri de William Hunter (publié seulement en 1774), des travaux de gravures anatomiques exécutés aux côtés de Simon François Ravenet et de nouveau Scotin.
En 1761, le portrait de George III d'après un dessin de Hogarth illustre en frontispice le catalogue de la Society of Artists, désireuse d'être placée sous la protection du roi. 
En 1769, la réputation de Grignion est telle qu'il peut facturer 1 000 guinées la production de dix plaques destinées à illustrer une bible imprimée à Birmingham.
En 1794, il publie Triumph of Painting, mais son style semble passé de mode. Il meurt relativement âgé, ayant perdu tous ses amis graveurs trente ans plus tôt, Ravenet ou encore Pierre-Charles Canot, dans le quartier de Hampstead Road, près de Old Mother Cap, où ils résidaient tous autrefois, et est enterré dans la paroisse de Kentish Town.